# Aoi Nanase
Aoi Nanase  (七瀬 葵, Nanase Aoi; Yamaguchi, 12 juni 1972), is een Japanse mangaka.

## Werken

### Manga
- Angel/Dust
- Angel/Dust Neo
- Petit Monster
- Heaven
- Where the wind returns to

### Anime
- Seraphim Call
- Samurai Spirits 2: Asura Zanmaeden

- Bibliothèque nationale de France: cb145193672 (data)
- International Standard Name Identifier: 0000 0000 3792 8137
- Library of Congress Control Number: nb2007023703
- Bibliotheek van het Japanse parlement: 00799408
- Système universitaire de documentation: 077436792
- Virtual International Authority File: 27300296